# سو نياثي
سوي نياثي هي كاتبة من زيمبابوي، ولدت في 32 يونيو 1978 في بولاوايو هي ثاني أكبر مدينة في زيمبابوي, معروفة برواياتها التي تتناول قضايا اجتماعية وإنسانية تلامس واقع المجتمعات الأفريقية. تأثرت كتابتها بتجارب حياتية شخصية وثقافية شكلت أسلوبها الأدبي. تركز أعمالها على مواضيع مثل الزواج، والعلاقات الأسرية، والتحديات التي تواجه المرأة في سياقات اجتماعية مختلفة، خاصة في المجتمعات البطريركية. تسعى سوي من خلال أعمالها إلى تسليط الضوء على التحديات التي تواجه المجتمعات الأفريقية، مع التركيز على التنوع الثقافي والديناميكية الاجتماعية في قارة إفريقيا.

## سيرتها
أكملت سو دراستها الثانوية في كلية الفتيات، في سن الثالثة عشرة، كتبت روايتها الأولى بعنوان "مجنونة بك" التي كانت مستوحاة من سلسلة "Sweet Valley High" التي كانت تقرأها في تلك الفترة. في مرحلة الثانوية، كتبت العديد من القصائد وشاركت في مسابقات شعرية فازت فيها بعدة جوائز. وبعد إنهائها شهادة الثانوية، كانت نيتها دراسة الصحافة، لكن بسبب غياب هذا التخصص في المؤسسات التعليمية الزيمبابوية، درست بدلاً من ذلك المالية في جامعة العلوم والتكنولوجيا الوطنية. لاحقًا، حصلت على درجة الماجستير في المالية والاستثمار من نفس الجامعة. عملت سوي في مجال المالية والاستثمار لأكثر من 10 سنوات، بالإضافة إلى أكثر من 5 سنوات في استشارات التنمية الاقتصادية.
واصلت الكتابة بعد ساعات العمل لتفرغ نفسها من روتين الحياة الاقتصادية والأسواق المالية. عملت ككاتبة مستقلة في عمود "Steaming Off" في صحيفة "Sunday Mail" المحلية في هراري، حيث كانت مقالاتها التي تتناول مواضيع الحب والعلاقات. أول رواية لها، "A Family Affair"، التي نشرتها في عام 2020. تم ترشيح الكتاب لجائزة Sunday Times/CNA Literary Awards لعام 2021. الرواية تدور حول حياة عائلة في مدينة بولاوايو الزيمبابوية، وتتناول موضوعات مثل الحب، العائلة، والاختيارات الشخصية في إطار ثقافي واجتماعي معقد.
انتقلت سوي إلى جوهانسبرغ في عام 2008، وفي نفس الوقت الذي بدأ فيه شخصيات روايتها "The Gold Diggers" رحلتها إلى جنوب إفريقيا. انتقلت إلى هناك لتكثيف جهودها في أن تصبح كاتبة منشورة، حيث كان هناك صناعة أدبية ونشر أكثر حيوية. وبالفعل، تم نشر أولى رواياتها "The Polygamist" في 2012. في هاته الرواية تصف الكاتبة كيف يتجبر العديد من النساء على الدخول في زيجات متعددة بسبب الفقر، مما يربط التعدد بالمستوى الاقتصادي. النساء المعتمدات على أزواجهن يعانين من مشكلات مثل العنف الجسدي والجنسي، والتنافس بين الزوجات، وعدم التوزيع العادل للموارد. هذه القضايا تعكس واقعًا معاشًا في زيمبابوي. تستعرض الكاتبة ايضا هيمنة الأبويّة والعنف القائم على النوع الاجتماعي والآثار النفسية التي تعيشها الشخصيات النسائية في الرواية. تسعى نياثي إلى تقديم رؤية نسوية من خلال إعادة بناء خيالي لشخصياتها النسائية، لتظهر كنساء قادرات على تحدي الهيمنة الأبوية.

## أسلوبها
يتسم أسلوب سوي نياثي في الكتابة بالواقعية والمرونة، حيث تجمع بين المشاعر العميقة والتفكير الاجتماعي، مما يتيح للقارئ التفاعل مع موضوعات رواياتها. تهتم بتصوير الحياة بكل تفاصيلها، سواء كانت إيجابية أو سلبية، لتعكس التوترات الاجتماعية والثقافية في المجتمع، مثل الزواج، والدين، والتحديات الاجتماعية في المجتمعات الأفريقية. تسلط الضوء على قضايا المرأة في إطار اجتماعي وثقافي أفريقي معقد، وتستعرض تأثير العادات والتقاليد وعلاقة الدين بالحياة الشخصية، ما يجعل رواياتها ذات طابع واقعي وقوي. ورغم أن رواياتها تنتمي إلى الأدب الأفريقي المعاصر، إلا أنها تربط القضايا المحلية بتجارب إنسانية عالمية، مما يجمكنها من الوصول إلى جمهور واسع. كما تظهر تأثيرات أعمال أدبية غربية مثل "كبرياء وتحامل" للكاتبة جين أوستن، لكنها تعرض هذه الموضوعات من منظور أفريقي.

## أعمالها
- A Family Aair (شأن عائلي)
- 2012 The Polygamist[7] متعدد الزوجات،
- The Gold Diggers، 2020 الباحثات عن الذهب، ترجمها للعربية طارق نادر وصدرت بالعربية عن منشورات الربيع سنة 2023
- An Angel's Demise [8]